# Zimowe Igrzyska Olimpijskie 2014
XXII Zimowe Igrzyska Olimpijskie – odbyły się w rosyjskim mieście Soczi w dniach 7–23 lutego 2014 roku. Zgodnie z harmonogramem zawodów rozegrano 98 konkurencji w 15 zimowych dyscyplinach sportowych. Część z nich zorganizowano w oddalonej o ok. 40 kilometrów od Soczi miejscowości Krasnaja Polana.
Były to pierwsze zimowe igrzyska w Rosji. W 1980 roku organizatorem letnich igrzysk była stolica Związku Radzieckiego – Moskwa. Pierwszy raz w historii zimowe igrzyska olimpijskie rozgrywane były w mieście o klimacie subtropikalnym.
Soczi zostało wybrane gospodarzem igrzysk w głosowaniu podczas 119 sesji Międzynarodowego Komitetu Olimpijskiego w Gwatemali 4 lipca 2007 roku. Rosyjskie miasto wygrało w drugiej turze wyborów z południowokoreańskim Pjongczangiem, wynikiem głosów 51:47. W pierwszej turze wyeliminowany został austriacki Salzburg.
Zgodnie z olimpijską tradycją 28 lutego 2010 podczas ceremonii zakończenia Zimowych Igrzysk Olimpijskich 2010 w Vancouver mer Soczi Anatolij Pachomow otrzymał flagę olimpijską, która do dnia rozpoczęcia igrzysk 7 lutego 2014 r. była przechowywana w ratuszu miejskim.

## Wybór gospodarza

### Pierwszy etap
Oficjalnymi kandydatami do organizacji XXII Zimowych Igrzysk Olimpijskich było siedem miast
- Ałmaty w Kazachstanie
- Bordżomi w Gruzji
- Jaca w Hiszpanii
- Pjongczang w Korei Południowej
- Salzburg w Austrii
- Soczi w Rosji
- Sofia w Bułgarii

Międzynarodowy Komitet Olimpijski 22 czerwca 2006 roku w Lozannie do drugiego etapu zatwierdził kandydatury Pyeongchangu, Salzburga oraz Soczi. Aplikacje pozostałych kandydatów zostały odrzucone z różnych przyczyn.
Jaca i Sofia kilkukrotnie ubiegały się o organizację zimowych igrzysk olimpijskich, natomiast Ałmaty i Bordżomi kandydowały po raz pierwszy. Żadne państwo spośród odrzuconych w pierwszym etapie kandydatów nie organizowało wcześniej zimowych igrzysk olimpijskich, natomiast w Hiszpanii w 1992 roku odbyły się igrzyska letnie.

### Drugi etap

#### Kandydatura Pjongczang
Pjongczang było pierwszym chętnym, który złożył swą kandydaturę do organizacji Zimowych Igrzysk Olimpijskich 2014. Południowokoreańskie miasto wcześniej starało się o organizację Zimowych Igrzysk Olimpijskich 2010, ale bez skutku. W ostatecznym głosowaniu zwyciężyło Vancouver, ze stosunkiem głosów 53:56.
Pjongczang wzięło sobie za cel doskonałą komunikację między miastem gospodarzem a obiektami sportowymi, tak aby czas jaki potrzeba do przemieszczania się między nimi nie wynosił więcej niż godzinę.
Wszystkie dyscypliny rozgrywane na torze saneczkowo-bobslejowym miały być rozgrywane w Gangneung, miasto to znajduje się około 20 km na wschód od Pjongczang. Natomiast wszystkie dyscypliny narciarskie, jak i te rozgrywane w halach miały być przeprowadzone w samym Pjongczang lub w Jungbong i Bogwang położonych na zachód od miasta organizatora.
Niektóre z zaplanowanych obiektów już funkcjonują – między innymi trasy do narciarstwa biegowego i biathlonu, gdzie w 2009 roku przeprowadzono mistrzostwa świata w biathlonie.
Powiat Pjongczang otrzymał organizację zimowych igrzysk w 2018.

#### Kandydatura Salzburga
Salzburg, podobnie jak Pyeongchang, wystawił swoją kandydaturę do organizacji zimowych igrzysk w 2010 roku, ale również bez skutku.
Austriacki komitet olimpijski wydał pozwolenie na ponowne wzięcie udziału w staraniu się o organizację igrzysk olimpijskich, w przypadku wygranej Austria organizowałaby zimowe igrzyska po raz trzeci. Wcześniej zorganizowała zimowe igrzyska w 1964 i w 1976 roku. Wniosek w sprawie organizacji Zimowych Igrzysk Olimpijskich 2014 był bardziej precyzyjny niż poprzednio. Częściowo z powodu skreślenia niektórych miejscowości, takich jak Kitzbühel, St. Johann in Tirol oraz Ramsau am Dachstein, które znajdują się zbyt daleko od potencjalnego miasta organizatora.
W następnym wniosku do mocnych stron Salzburga należały krótkie odległości pomiędzy miejscowościami narciarskimi, ale także wysoka jakość tras narciarskich, jak i duże doświadczenie w organizowaniu dużych imprez sportowych.
Ponadto rząd Austrii, jak i mieszkańcy wyrazili pełne poparcie, aby zorganizować tak dużą imprezę sportową.
Austriacki wniosek miał do dyspozycji najniższy budżet spośród dwóch pozostałych kandydatur, ponieważ większość obiektów sportowych już istnieje. Koncepcja Salzburga składała się z dwóch obszarów, na których miałyby się odbywać zawody sportowe, a mianowicie konkurencje rozgrywane w halach sportowych odbywałyby się w Salzburgu, natomiast konkurencje narciarskie w rejonie powiatu St. Johann im Pongau. Dodając do tego tor saneczkowo-bobselejowy w bawarskim Schönau am Königssee.

#### Kandydatura Soczi
Soczi również ubiegało się po raz drugi o organizację igrzysk olimpijskich, tym razem chodziło o Zimowe Igrzyska Olimpijskie 2002. Jednak miasto nie dostało się do ścisłej czołówki kandydatów.
Soczi złożyło wniosek ze zdecydowanie największym budżetem, ale to z racji, że nie istniały jeszcze żadne obiekty sportowe. Prezydent Rosji Władimir Putin miał wielką determinację i silnie zabiegał o to, aby to jego państwu przypadła organizacja zimowych igrzysk olimpijskich.
Dlatego też rząd rosyjski zainwestował znaczne środki finansowe, tj. około 12 miliardów dolarów, w kandydaturę oraz budowę obiektów sportowych, dwie trzecie tej kwoty miały być zainwestowane w infrastrukturę.
Ośrodek narciarski w Krasnej Polanie miał być otwarty w 2007 roku (zaplanowano go jako podstawowe miejsce rozgrywania konkurencji narciarskich), natomiast w Soczi miały się rozgrywać konkurencje halowe. Propozycja była dużo lepsza niż konkurentów, ponieważ według składanej aplikacji na południe od miasta miał powstać park olimpijski ze wszystkimi obiektami, które by ze sobą sąsiadowały, a przemieszczanie się kibiców między nimi odbywałoby się pieszo. Na korzyść Soczi przemawiała także bliskość portu lotniczego Soczi-Adler, który znajduje się około 5 kilometrów od potencjalnego parku olimpijskiego oraz około 40 km od Krasnej Polany.
Soczi zostało wybrane gospodarzem zimowych igrzysk olimpijskich w dniu 4 lipca 2007 roku, podczas 119. sesji Międzynarodowego Komitetu Olimpijskiego w Gwatemali. Rosja została po raz pierwszy organizatorem zimowych igrzysk. W 1980 roku letnie igrzyska olimpijskie odbyły się w Moskwie.

## Rozgrywane dyscypliny

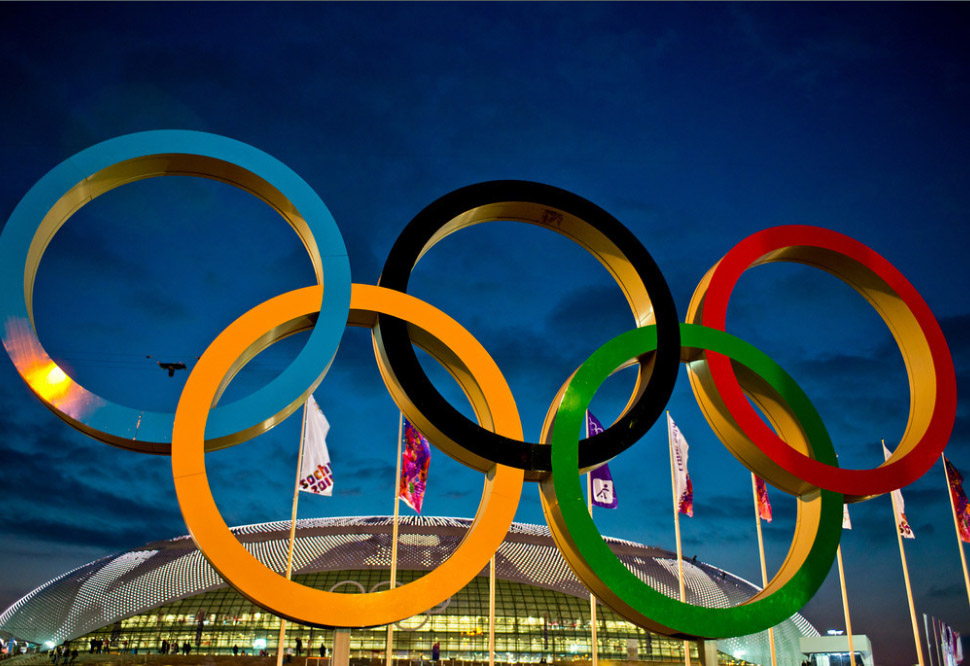
Koła olimpijskie w Soczi

Uczestnicy zimowych igrzysk w Soczi w 2014 roku rywalizowali w 98 konkurencjach w 15 dyscyplinach sportowych. Po raz pierwszy w historii na igrzyskach zostały rozegrane następujące konkurencje: narciarski i snowboardowy slopestyle, narciarski halfpipe, snowboardowy slalom specjalny, skoki narciarskie kobiet, rywalizacja drużynowa w łyżwiarstwie figurowym, rywalizacja drużynowa w saneczkarstwie oraz sztafeta mieszana w biathlonie. W porównaniu do poprzednich igrzysk przybyło 12 konkurencji, co jest rekordem zimowych igrzysk olimpijskich. Poprzedni rekord należał do igrzysk w 1992, na których zadebiutowało 11 konkurencji.
| - Biathlon (11) - Biegi narciarskie (12) - Bobsleje (3) - Curling (2) - Hokej na lodzie (2) - Kombinacja norweska (3) - Łyżwiarstwo figurowe (5) - Łyżwiarstwo szybkie (12) | - Narciarstwo alpejskie (10) - Narciarstwo dowolne (10) - Saneczkarstwo (4) - Short track (8) - Skeleton (2) - Skoki narciarskie (4) - Snowboard (10) |

## Hasło
Gorąco. Zimno. Twój (ang. Hot. Cold. Yours, ros. Жаркие. Зимние. Твои, Żarkije. Zimnije. Twoi)

## Państwa biorące udział w XXII Zimowych Igrzyskach Olimpijskich
Na zimowych igrzyskach w Soczi zadebiutowali reprezentanci 7 państw: Dominiki, Malty, Paragwaju, Timoru Wschodniego, Togo, Tonga i Zimbabwe.
1. Albania (2)
2. Andora (6)
3. Argentyna (7)
4. Armenia (4)
5. Australia (61)
6. Austria (130)
7. Azerbejdżan (4)
8. Belgia (7)
9. Bermudy (1)
10. Białoruś (24)
11. Bośnia i Hercegowina (5)
12. Brazylia (12)
13. Brytyjskie Wyspy Dziewicze (1)
14. Bułgaria (18)
15. Chile (6)
16. Chińska Republika Ludowa (66)
17. Chińskie Tajpej (3)
18. Chorwacja (11)
19. Cypr (2)
20. Czarnogóra (2)
21. Czechy (85)
22. Dania (12)
23. Dominika (2)
24. Estonia (24)
25. Filipiny (1)
26. Finlandia (103)
27. Francja (105)
28. Grecja (7)
29. Gruzja (4)
30. Hiszpania (20)
31. Holandia (41)
32. Hongkong (1)
33. /  Indie (3)
34. Iran (5)
35. Irlandia (5)
36. Islandia (5)
37. Izrael (5)
38. Jamajka (2)
39. Japonia (113)
40. Kajmany (1)
41. Kanada (221)
42. Kazachstan (52)
43. Kirgistan (1)
44. Korea Południowa (71)
45. Liban (2)
46. Liechtenstein (4)
47. Litwa (9)
48. Luksemburg (1)
49. Łotwa (58)
50. Macedonia Północna (3)
51. Malta (1)
52. Maroko (2)
53. Meksyk (1)
54. Mołdawia (4)
55. Monako (5)
56. Mongolia (2)
57. Nepal (1)
58. Niemcy (153)
59. Norwegia (134)
60. Nowa Zelandia (15)
61. Pakistan (1)
62. Paragwaj (1)
63. Peru (3)
64. Polska (59)
65. Portugalia (2)
66. Rosja (organizator) (225)
67. Rumunia (24)
68. San Marino (2)
69. Serbia (8)
70. Słowacja (62)
71. Słowenia (66)
72. Stany Zjednoczone (230)
73. Szwajcaria (168)
74. Szwecja (106)
75. Tadżykistan (1)
76. Tajlandia (2)
77. Timor Wschodni (1)
78. Togo (2)
79. Tonga (1)
80. Turcja (6)
81. Ukraina (43)
82. Uzbekistan (3)
83. Wenezuela (1)
84. Węgry (16)
85. Wielka Brytania (62)
86. Włochy (113)
87. Wyspy Dziewicze Stanów Zjednoczonych (1)
88. Zimbabwe (1)

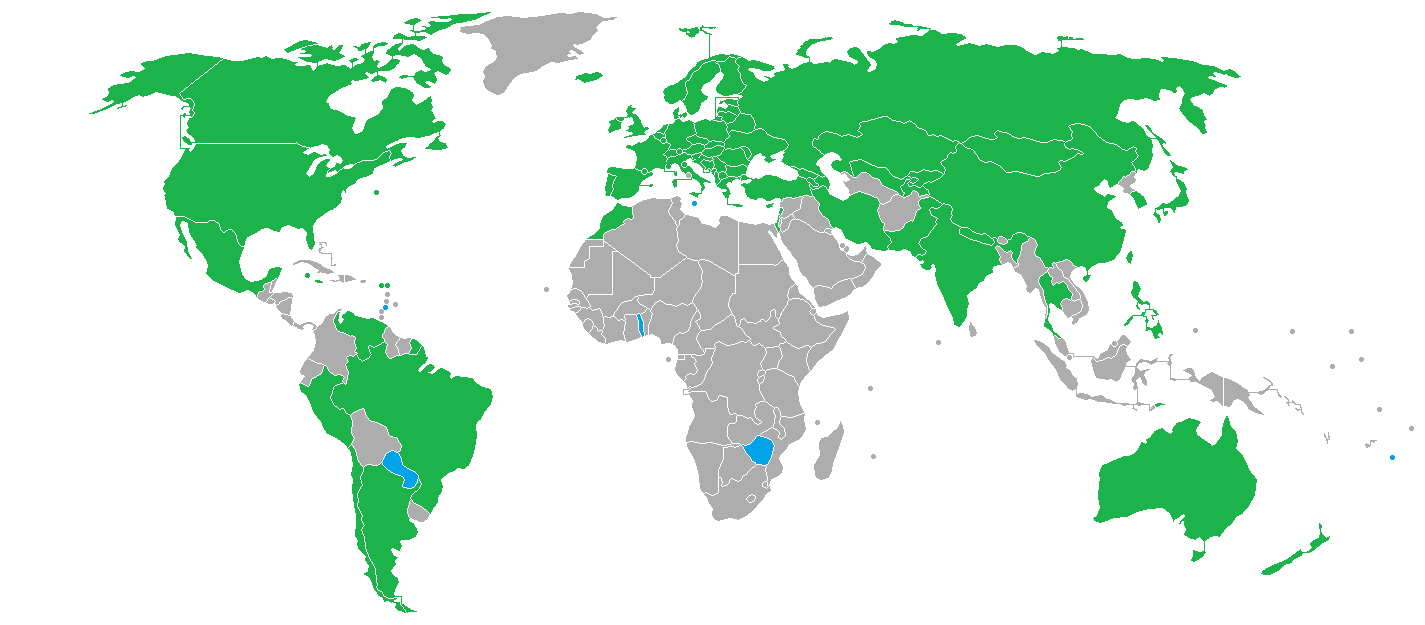
Państwa uczestniczące w IO 2014

- W nawiasach podano liczbę sportowców reprezentujących dany kraj.

Trzech reprezentantów Indii na ceremonii otwarcia wystąpiło pod flagą olimpijską (jako Niezależni Olimpijscy Uczestnicy (IOP)) z powodu zawieszenia Indyjskiego Komitetu Olimpijskiego w związku oskarżeniami korupcyjnymi wobec Lality Bhanota, sekretarza generalnego indyjskiego olimpizmu. 11 lutego MKOl przywrócił jednak Indiom możliwość udziału w igrzyskach i sportowcy z tego kraju mogli wystąpić ostatecznie pod flagą narodową (jedynie saneczkarz Shiva Keshavan wystąpił pod flagą olimpijską – jego start zakończył się przed 11 lutego). To pierwszy w historii przypadek odwołania zawieszenia podczas trwających igrzysk.

## Symbole igrzysk

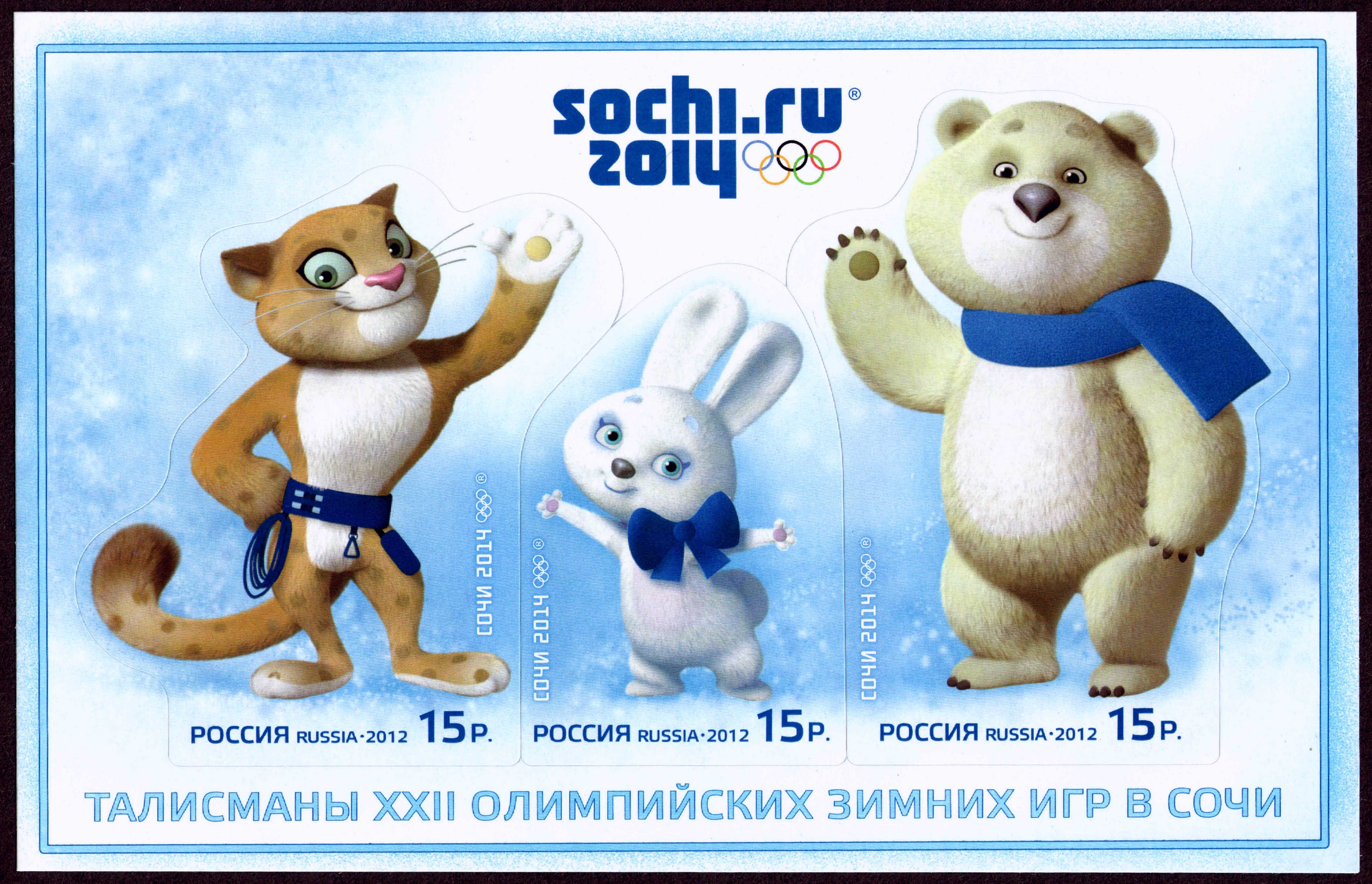
Maskotki igrzysk. Od lewej: pantera śnieżna, zajączek i biały miś

### Logo
Logo zostało stworzone przez międzynarodowe biuro marketingowe Interbrand i zaprezentowane w grudniu 2009 r. w Moskwie. Po raz pierwszy historii igrzysk olimpijskich logo przedstawia adres internetowy (sochi.ru). Napisy „sochi” i „2014” mają kolor niebieski. Krój czcionki dobrano tak, aby litery „so” były lustrzanym odbiciem „20”, zaś litery „hi” obróconym o 180° „14”. Ma to symbolizować kontrast w krajobrazie otaczającym Soczi, które leży na skraju zarówno gór Kaukazu, jak i Morza Czarnego. Napis „ru” jest w kolorze białym z obramowaniem w kolorze niebieskim, a pod napisem „ru” są umieszczone koła olimpijskie. Logo sochi.ru odwołuje się do cyfrowego pokolenia i ma wspierać otwarty dialog między narodami i fanami sportów zimowych.

### Maskotka
Maskotki igrzysk, zaprezentowane po raz pierwszy 26 lutego 2011 roku, przedstawiają zwierzęta zamieszkujące terytorium Rosji. Są to pantera śnieżna, biały miś i zajączek.

### Pochodnia olimpijska
Pochodnia olimpijska jest w połowie w barwie metalicznej (część zewnętrzna) oraz w połowie w czerwonej (część wewnętrzna), a sama ma kształt zbliżony do połączenia łyżwy (np. logo firmy Nike) z prostym kijem. Projekt pochodni został zainspirowany pracami malarzy – Bilibina i Kustodijewa. Pochodnia olimpijska ma łączyć elementy przeciwstawne, zimny metal i czerwone gorące elementy. Jej wysokość wynosi około metra, waży ona poniżej dwóch kilogramów. Rączka i środek ciężkości mają spełniać kryteria ergonomii i pozwalać na dogodny bieg. Według projektanta zniczy Andrieja Wodianika specjalny palnik nie pozwoli ogniowi zgasnąć nawet w najbardziej ekstremalnych warunkach. Organizatorzy podczas sztafety planują umieszczenie pochodni olimpijskiej na Elbrusie (dodatkowa modyfikacja górska na warunki rozrzedzonego powietrza i silnego mrozu), na dnie jeziora Bajkał (przy zastosowaniu modyfikacji), biegunie północnym oraz w kosmosie. Według podanych do mediów danych znicz wytrzymuje temperatury do -40°, przeciętna temperatura, przy której powinien on działać stabilnie, to -24°. Przetestowano go w warunkach silnego wiatru (do 25 m/s) oraz kombinacjach – wiatru z deszczem, deszczu i wiatru ze śniegiem. Mimo zapewnień już pierwszego dnia sztafety przywitanej na Placu Czerwonym doszło do zgaśnięcia pochodni olimpijskiej. Doszło do niego u bram Kremla, podczas wybiegnięcia Sawarszy Karapietiana z wąskiej bramy.
Pochodnia rzeczywiście znalazła się w przestrzeni kosmicznej, lecąc na Międzynarodową Stację Kosmiczną z jej 38 załogą. Jako pierwsza pochodnia „odbyła” również spacer kosmiczny, co miało miejsce w czasie Ekspedycji 37. Powróciła na Ziemię 11 listopada (czasu kazachskiego) na pokładzie kapsuły Sojuz TMA-09M razem z 37 załogą ISS.

## Ceremonia otwarcia

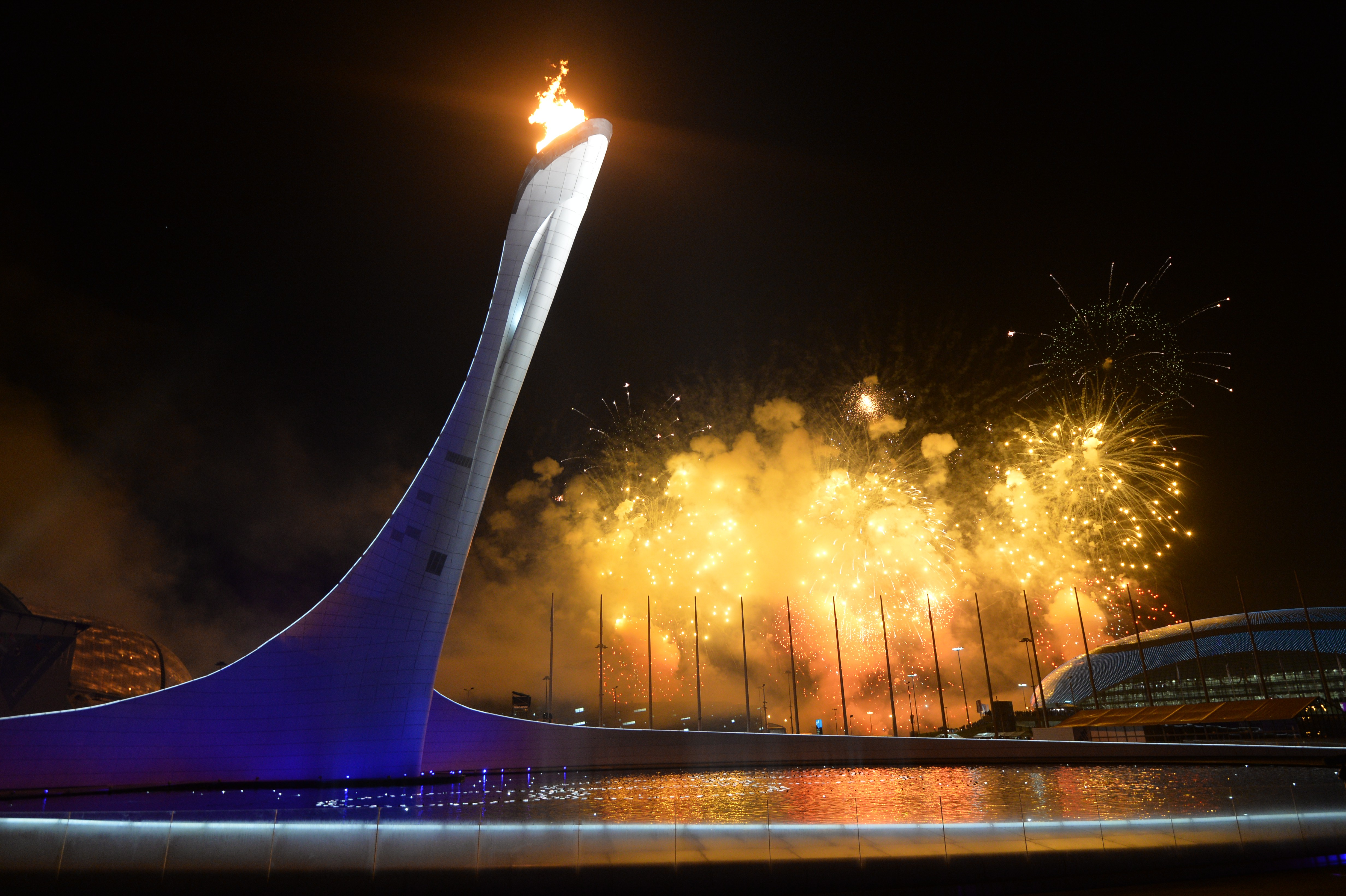
Pokaz fajerwerków podczas ceremonii otwarcia

Uroczystość ceremonii otwarcia odbyła się 7 lutego 2014.
W jej trakcie dwoje byłych radzieckich sportowców – łyżwiarka figurowa Irina Rodnina i hokeista Władisław Trietjak – oficjalnie zapaliło znicz olimpijski.
W wydarzeniu, które nawiązywało do historii, geografii i kultury Rosji, wzięło udział 3 tys. artystów i 2 tys. wolontariuszy. Ceremonia rozpoczęła i zakończyła się pokazem sztucznych ogni, podczas którego odpalono 3,5 tys. fajerwerków.

## Przebieg zawodów
Zawody rozgrywane były w dniach 6–23 lutego 2014. Przed oficjalnym otwarciem igrzysk olimpijskich (6 lutego) odbyły się pierwsze zawody, były to rywalizacja drużynowa łyżwiarzy figurowych oraz kwalifikacje narciarskiego i snowboardowego slopestyle’u.

### Kalendarz
W poniższym kalendarzu zaprezentowano dni, w których rozdane zostały medale w danej dyscyplinie (żółty kolor), rozegrane zostały eliminacje (niebieski kolor), rozegrana została gala łyżwiarzy figurowych (jasnoróżowy), ceremonia otwarcia (zielony) i zamknięcia igrzysk (czerwony).
| Luty 2014             | 6 C | 7 P | 8 S | 9 N | 10 P | 11 W | 12 Ś | 13 C | 14 P | 15 S | 16 N | 17 P | 18 W | 19 Ś | 20 C | 21 P | 22 S | 23 N | Liczba konkurencji |
| --------------------- | --- | --- | --- | --- | ---- | ---- | ---- | ---- | ---- | ---- | ---- | ---- | ---- | ---- | ---- | ---- | ---- | ---- | ------------------ |
| Biathlon              |     |     | ●   | ●   | ●    | ●    |      | ●    | ●    |      |      | ●    | ●    | ●    |      | ●    | ●    |      | 11                 |
| Biegi narciarskie     |     |     | ●   | ●   |      | ●    |      | ●    | ●    | ●    | ●    |      |      | ●    |      |      | ●    | ●    | 12                 |
| Bobsleje              |     |     |     |     |      |      |      |      |      |      |      | ●    |      | ●    |      |      |      | ●    | 3                  |
| Curling               |     |     |     |     |      |      |      |      |      |      |      |      |      |      | ●    | ●    |      |      | 2                  |
| Hokej na lodzie       |     |     |     |     |      |      |      |      |      |      |      |      |      |      | ●    |      |      | ●    | 2                  |
| Kombinacja norweska   |     |     |     |     |      |      | ●    |      |      |      |      |      | ●    |      | ●    |      |      |      | 3                  |
| Łyżwiarstwo figurowe  |     |     |     | ●   |      |      | ●    |      | ●    |      |      | ●    |      |      | ●    |      |      |      | 5                  |
| Łyżwiarstwo szybkie   |     |     | ●   | ●   | ●    | ●    | ●    | ●    |      | ●    | ●    |      | ●    | ●    |      |      | ●    |      | 12                 |
| Narciarstwo alpejskie |     |     |     | ●   | ●    |      | ●    |      | ●    | ●    | ●    |      | ●    | ●    |      | ●    | ●    |      | 10                 |
| Narciarstwo dowolne   |     |     | ●   |     | ●    | ●    |      | ●    | ●    |      |      | ●    | ●    |      | ●    | ●    |      |      | 10                 |
| Saneczkarstwo         |     |     |     | ●   |      | ●    | ●    | ●    |      |      |      |      |      |      |      |      |      |      | 4                  |
| Short track           |     |     |     |     | ●    |      |      | ●    |      | ●    |      |      | ●    |      |      | ●    |      |      | 8                  |
| Skeleton              |     |     |     |     |      |      |      |      | ●    | ●    |      |      |      |      |      |      |      |      | 2                  |
| Skoki narciarskie     |     |     |     | ●   |      | ●    |      |      |      | ●    |      | ●    |      |      |      |      |      |      | 4                  |
| Snowboarding          |     |     | ●   | ●   |      | ●    | ●    |      |      |      | ●    |      | ●    | ●    |      |      | ●    |      | 10                 |
| Liczba konkurencji    |     |     | 5   | 8   | 5    | 8    | 6    | 6    | 6    | 7    | 4    | 5    | 7    | 8    | 6    | 7    | 7    | 3    | 98                 |
| Ceremonie             |     | ●   |     |     |      |      |      |      |      |      |      |      |      |      |      |      |      | ●    |                    |

## Klasyfikacja medalowa
| Miejsce | Państwo           | złoto | srebro | brąz | Razem |
| ------- | ----------------- | ----- | ------ | ---- | ----- |
| 1.      | Rosja             | 11    | 10     | 9    | 30    |
| 2.      | Norwegia          | 11    | 6      | 9    | 26    |
| 3.      | Kanada            | 10    | 10     | 5    | 25    |
| 4.      | Stany Zjednoczone | 9     | 7      | 12   | 28    |
| 5.      | Holandia          | 8     | 7      | 9    | 24    |
| 6.      | Niemcy            | 8     | 6      | 5    | 19    |
| 7.      | Szwajcaria        | 6     | 3      | 2    | 11    |
| 8.      | Białoruś          | 5     | 0      | 1    | 6     |
| 9.      | Austria           | 4     | 8      | 5    | 17    |
| 10.     | Francja           | 4     | 4      | 7    | 15    |
| 11.     | Polska            | 4     | 1      | 1    | 6     |
| 12.     | Chiny             | 3     | 4      | 2    | 9     |
| 13.     | Korea Południowa  | 3     | 3      | 2    | 8     |
| 14.     | Szwecja           | 2     | 7      | 6    | 15    |
| 15.     | Czechy            | 2     | 4      | 3    | 9     |
| 16.     | Słowenia          | 2     | 2      | 4    | 8     |
| 17.     | Japonia           | 1     | 4      | 3    | 8     |
| 18.     | Finlandia         | 1     | 3      | 1    | 5     |
| 19.     | Łotwa             | 1     | 1      | 3    | 5     |
| 19.     | Wielka Brytania   | 1     | 1      | 3    | 5     |
| 21.     | Ukraina           | 1     | 0      | 1    | 2     |
| 22.     | Słowacja          | 1     | 0      | 0    | 1     |
| 23.     | Włochy            | 0     | 2      | 6    | 8     |
| 24.     | Australia         | 0     | 2      | 1    | 3     |
| 25.     | Chorwacja         | 0     | 1      | 0    | 1     |
| 26.     | Kazachstan        | 0     | 0      | 1    | 1     |
| Łącznie | Łącznie           | 99    | 97     | 99   | 295   |

- W zjeździe kobiet dwie zawodniczki zajęły ex aequo pierwsze miejsce, w związku z czym w tej konkurencji nie przyznano srebrnego medalu.
- W supergigancie mężczyzn przyznano dwa brązowe medale.

### Lista multimedalistów
Źródła:
| Zawodnik                  | Dyscyplina            | Złoto | Srebro | Brąz |
| ------------------------- | --------------------- | ----- | ------ | ---- |
| Wiktor An                 | Short track           | 3     | 0      | 1    |
| Daria Domraczewa          | Biathlon              | 3     | 0      | 0    |
| Marit Bjoergen            | Biegi narciarskie     | 3     | 0      | 0    |
| Ireen Wuest               | Łyżwiarstwo szybkie   | 2     | 3      | 0    |
| Martin Fourcade           | Biathlon              | 2     | 1      | 0    |
| Sven Kramer               | Łyżwiarstwo szybkie   | 2     | 1      | 0    |
| Park Seung-hi             | Short track           | 2     | 0      | 0    |
| Tobias Arlt               | Saneczkarstwo         | 2     | 0      | 0    |
| Natalie Geisenberger      | Saneczkarstwo         | 2     | 0      | 0    |
| Felix Loch                | Saneczkarstwo         | 2     | 0      | 0    |
| Tobias Wendl              | Saneczkarstwo         | 2     | 0      | 0    |
| Emil Hegle Svendsen       | Biathlon              | 2     | 0      | 0    |
| Ole Einar Bjoerndalen     | Biathlon              | 2     | 0      | 0    |
| Joergen Graabak           | Kombinacja norweska   | 2     | 0      | 0    |
| Jorien ter Mors           | Łyżwiarstwo szybkie   | 2     | 0      | 0    |
| Kamil Stoch               | Skoki narciarskie     | 2     | 0      | 0    |
| Tatiana Wołosożar         | Łyżwiarstwo figurowe  | 2     | 0      | 0    |
| Maksim Trańkow            | Łyżwiarstwo figurowe  | 2     | 0      | 0    |
| Vic Wild                  | Snowboard             | 2     | 0      | 0    |
| Tina Maze                 | Narciarstwo alpejskie | 2     | 0      | 0    |
| Dario Cologna             | Biegi narciarskie     | 2     | 0      | 0    |
| Aleksander Zubkow         | Bobsleje              | 2     | 0      | 0    |
| Aleksiej Wojewoda         | Bobsleje              | 2     | 0      | 0    |
| Charlotte Kalla           | Biegi narciarskie     | 1     | 2      | 0    |
| Shim Suk-hee              | Short track           | 1     | 1      | 1    |
| Tora Berger               | Biathlon              | 1     | 1      | 1    |
| Eric Frenzel              | Kombinacja norweska   | 1     | 1      | 0    |
| Maria Hoefl-Riesch        | Narciarstwo alpejskie | 1     | 1      | 0    |
| Anna Fenninger            | Narciarstwo alpejskie | 1     | 1      | 0    |
| Magnus Moan               | Kombinacja norweska   | 1     | 1      | 0    |
| Ingvild Flugstad Oestberg | Biegi narciarskie     | 1     | 1      | 0    |
| Koen Verweij              | Łyżwiarstwo szybkie   | 1     | 1      | 0    |
| Jan Blokhuijsen           | Łyżwiarstwo szybkie   | 1     | 1      | 0    |
| Ksienija Stołbowa         | Łyżwiarstwo figurowe  | 1     | 1      | 0    |
| Aleksander Legkow         | Biegi narciarskie     | 1     | 1      | 0    |
| Władimir Grigorew         | Short track           | 1     | 1      | 0    |
| Fiodor Klimow             | Łyżwiarstwo figurowe  | 1     | 1      | 0    |
| Marcus Hellner            | Biegi narciarskie     | 1     | 1      | 0    |
| Johan Olsson              | Biegi narciarskie     | 1     | 1      | 0    |
| Martina Sablikova         | Łyżwiarstwo szybkie   | 1     | 1      | 0    |

## Rekordy olimpijskie i świata
| Data      | Dyscyplina                                      | Runda | Rekordzista                                | Państwo          | Rezultat | Rekord |
| --------- | ----------------------------------------------- | ----- | ------------------------------------------ | ---------------- | -------- | ------ |
| 8 lutego  | Łyżwiarstwo szybkie – 5000 m                    | Finał | Sven Kramer                                | Holandia         | 6:10,76  |        |
| 11 lutego | Łyżwiarstwo szybkie – 500 m (pojedynczy bieg)   | Finał | Lee Sang-hwa                               | Korea Południowa | 37,28    |        |
| 11 lutego | Łyżwiarstwo szybkie – 500 m (suma dwóch biegów) | Finał | Lee Sang-hwa                               | Korea Południowa | 1:14,70  |        |
| 16 lutego | Łyżwiarstwo szybkie – 1500 m                    | Finał | Jorien ter Mors                            | Holandia         | 1:53,51  |        |
| 18 lutego | Łyżwiarstwo szybkie – 10000 m                   | Finał | Jorrit Bergsma                             | Holandia         | 12:44,45 |        |
| 22 lutego | Łyżwiarstwo szybkie – bieg drużynowy            | Finał | Jan Blokhuijsen Sven Kramer Koen Verweij   | Holandia         | 3:37,71  |        |
| 22 lutego | Łyżwiarstwo szybkie – bieg drużynowy            | Finał | Jorien ter Mors Marrit Leenstra Ireen Wüst | Holandia         | 2:58,05  |        |

## Przypadki niedozwolonego dopingu
Podczas igrzysk kontrole medyczne stwierdziły obecność niedozwolonych środków dopingujących w organizmach sportowców, którymi byli: niemiecka biathlonistka Evi Sachenbacher-Stehle, ukraińska biegaczka narciarska Maryna Lisohor, włoski bobsleista William Frullani, łotewski hokeista Vitālijs Pavlovs, austriacki biegacz narciarski Johannes Dürr, szwedzki hokeista Nicklas Bäckström, polski bobsleista Daniel Zalewski.

## Obiekty olimpijskie

Pałac lodowy „Bolszoj”

Mapka parku olimpijskiego w Soczi

Obiekty w górach (mapa interaktywna)

### Obiekty sportowe w Soczi
| Obiekt                            | Położenie | Rozgrywane dyscypliny                   | Pojemność | Źródło |
| --------------------------------- | --------- | --------------------------------------- | --------- | ------ |
| Stadion Olimpijski „Fiszt”        | Soczi     | Ceremonia otwarcia i zamknięcia igrzysk | 40 000    | [ 25 ] |
| Pałac lodowy „Bolszoj”            | Soczi     | Hokej na lodzie                         | 12 000    | [ 26 ] |
| Pałac sportów zimowych „Ajsbierg” | Soczi     | Łyżwiarstwo figurowe, short track       | 12 000    | [ 27 ] |
| Adler-Arena                       | Soczi     | Łyżwiarstwo szybkie                     | 8 000     | [ 28 ] |
| Arena lodowa „Szajba”             | Soczi     | Hokej na lodzie                         | 7 000     | [ 29 ] |
| Centrum curlingowe „Ledianoj kub” | Soczi     | Curling                                 | 3 000     | [ 30 ] |
| Plac „Miedał Płaza”               | Soczi     | Ceremonie i prezentacje medalistów      | 40 000    | [ 32 ] |

### Obiekty sportowe na Krasnej Polanie
| Obiekt                                         | Położenie       | Rozgrywane dyscypliny                            | Pojemność | Źródło |
| ---------------------------------------------- | --------------- | ------------------------------------------------ | --------- | ------ |
| Ośrodek narciarstwa alpejskiego „Roza Chutor”  | Krasnaja Polana | Narciarstwo alpejskie                            | 10 000    | [ 33 ] |
| Kompleks narciarsko-biathlonowy „Łaura”        | Krasnaja Polana | Biathlon, Biegi narciarskie, Kombinacja norweska | 9 600     | [ 34 ] |
| Kompleks skoczni narciarskich „Russkije Gorki” | Krasnaja Polana | Skoki narciarskie                                | 9 600     | [ 35 ] |
| Centrum sportu saneczkowego „Sanki”            | Krasnaja Polana | Bobsleje, Saneczkarstwo, Skeleton                | 9 000     | [ 36 ] |
| Ekstrim-park „Roza Chutor”                     | Krasnaja Polana | Narciarstwo dowolne, Snowboarding                | 8 000     | [ 37 ] |

## Prawa telewizyjne
| Kraj        | Stacja telewizyjna                         |
| ----------- | ------------------------------------------ |
| Austria     | ORF ATV                                    |
| Azerbejdżan | İTV                                        |
| Belgia      | VRT                                        |
| Brazylia    | Rede Globo, Rede Bandeirantes, Rede Record |
| Bułgaria    | BNT                                        |
| Czechy      | ČT2, ČT sport, Nova Sport                  |
| Polska      | Telewizja Polska, nSport, Canal+ Sport     |